# Фиброторакс
Фиброторакс је веома ретко медицинско стање које се карактерише тешким ожиљцима (фиброзом) и фузијом слојева плеуралног простора који окружује плућа, што доводи до смањеног кретања плућа и грудног коша. Главни симптом фиброторакса је кратак дах. Такође може доћи до формирања понављајућих колекција течности око плућа. Фиброторакс се може јавити као компликација многих болести, укључујући инфекцију плеуралног простора познату као емпијем или крварење у плеурални простор познато као хемоторакс.
Фиброза у плеури се може настати намерно коришћењем технике која се зове плеуродеза да би се спречила поновљено пуцање плућа (пнеумоторакс). Она је обично ограничени облик фиброза која ретко може бити довољно екстензивна да доведе до фиброторакса..
Фиброторакс се најчешће дијагностикује помоћу рендгенског или ЦТ скенирања, при чему се ЦТ лакше откривају благи случајеви. 
Фиброторакс се често лечи конзервативно уз пажљиво пражење тока болести, али може захтевати операцију. Изгледи су обично добри све док нема плућне фиброзе или компликација након операције. 

## Епидемиологија
Спорадични случајеви су ретко пријављени у медицинској литератури, на пример, због јатрогених или постоперативних компликација. 
Фиброторакс је редак у развијеним земљама, углавном због мање инциденце туберкулозе. 
Стање је много чешће код радника изложених азбесту, при чему 5–13,5% оних који су били изложени азбесту накнадно развију одређени степен плеуралне фиброзе, која се понекад не дијагностикује све до једне деценије након почетног излагања.

## Клиничка слика
Смањено кретање грудног коша током дисања, смањени звукови дисања на захваћеној страни(ама) и туп осећај када се груди притисну су уобичајени знаци који се примећују током прегледа на фиброторакс.
У неким случајевима се може приметити оштар бол у грудима са дубоким удисајем или кашљањем.
Тешки случајеви фиброторакса могу довести до респираторне инсуфицијенције због неадекватне вентилације и узроковати абнормално високе нивое угљен-диоксида у крвотоку.
Рендгенски снимак грудног коша који показује билатералну фиброзу и задебљање плеуре у инфекцији не-туберкулозним микобактеријама.
Иако фиброторакс можда не изазива никакве симптоме, људи погођени овим поремећајем могу пријавити кратак дах (диспнеју). Краткоћа даха има тенденцију да се постепено развија и може се погоршати током времена.
Упорни, рекурентни плеурални изливи су могући симптом, узроковани упорном шупљином формираном отврдњавањем плеуре око првобитне колекције течности.
Ређе, фиброторакс може да изазове нелагодност у грудима или сув кашаљ.
Фиброторакс се може појавити као компликација других болести. Понекад се примећују симптоми основног проблема, на пример, грозница у случајевима емпијема.

## Дијагноза
Фиброторакс се обично може дијагностиковати узимањем одговарајуће медицинске историје болести у комбинацији са употребом одговарајућих техника снимања као што је обичан рендгенски снимак грудног коша или ЦТ скенирање. Ове технике снимања могу открити фиброторакс и плеурално задебљање које окружује плућа. Присуство задебљане плеуре са или без калцификације су уобичајене карактеристике фиброторакса када се сними. ЦТ скенирање може лакше разликовати да ли је задебљање плеуре последица додатног таложења масти или правог задебљања плеуре него рендгенски снимци.
Ако је фиброторакс озбиљан, задебљање може ограничити плућа на захваћеној страни, узрокујући губитак плућног волумена. Поред тога, медијастинум може бити физички померен према захваћеној страни. Смањење величине једне стране грудног коша (хемиторакса) на рендгенском снимку или ЦТ скенирању грудног коша указује на хроничне ожиљке.
 

Знаци основне болести која узрокује фиброторакс такође се повремено виде на рендгенском снимку. ЦТ скенирање може показати карактеристике сличне онима које се виде на обичном рендгенском снимку. Тестирање плућне функције обично показује налазе који су у складу са рестриктивном плућном болешћу. 
- Радографија фиброторакса
- Екстензивни левострани фиброторакс
- Рендгенски снимак грудног коша показује нехомогену замућеност леве половине грудног коша која је суспектна на фиброторакс
- Грудни кош Рендген (лево) и ЦТ скенирање (десно) показује фиброторакс
- Обдукцијски узорак показује екстензивну плеуралну фиброзу

## Терапија

### Конзервативна терапија
Конзервативно нехируршко лечење фиброторакса се генерално спроводи лечењем његовог основног узрока и резервисано је за блаже случајеве. Престанак пушења се препоручује јер изложеност дуванском диму може погоршати фиброзу. Тешки случајеви фиброторакса могу захтевати помоћну механичку вентилацију ако оболела особа није у стању да самостално дише.
У случајевима фиброторакса изазваног лековима, препоручује се да се престану примењивати лекови. Обично се избегавају лекови за алкалоид ергот, који могу да погоршају плеуралну фиброзу. Случајеви фиброторакса који се могу приписати лековима обично престају да се погоршавају ако се престане са провокативним лековима. У неким ситуацијама, фиброторакс изазван лековима се побољшава након престанка узимања лека који је узроковао, али се фиброторакс обично не повлачи у потпуности.
Пажљиво чекање је прикладно за блаже случајеве фиброторакса у одређеним ситуацијама. Фиброторакс узрокован туберкулозом, емпиемом или хемотораксом често се спонтано побољшава 3-6 месеци након преципитирајуће болести. Кортикостероиди се обично користе за лечење фиброторакса, али нису добро подржани доступним доказима.

### Хируршка терапија
У тешким случајевима фиброторакса који угрожавају способност особе да дише, ожиљно ткиво (влакнаста кора) које узрокује фиброторакс може се хируршки уклонити помоћу технике која се зове декортикација. Међутим, хируршка декортикација је инвазивна процедура која носи ризик од компликација укључујући мали ризик од смрти, и стога се генерално разматра само ако су присутни озбиљни симптоми и трају већ много месеци.
Хируршка декортикација се генерално разматра за људе са тешким фибротораксима који изазивају значајну кратак дах и иначе имају релативно здрава плућа јер то повећава вероватноћу бољег исхода. Хируршко уклањање плеуре (плеуректомија) може се извести у рефракторним случајевима, као што се често дешава када је узрок азбестоза.

## Прогноза
Фиброторакс који компликује друго стање, као што је туберкулозни плеуритис, емпијем или акутни хемоторакс, често спонтано нестаје за 3-6 месеци.
Прогноза после хируршке декортикације је променљива и зависи од здравља плућа пре него што се захват изведе. Ако су плућа иначе била здрава, онда се одређени аспекти плућне функције, као што је витални капацитет, могу побољшати након декортикације. Међутим, ако су плућа имала значајну болест, онда се функција плућа често не побољшава, а може се чак и погоршати након такве интервенције.
Трајање фиброторакса не утиче на прогнозу.
Смртност након операције је мања од 1% у целини, али расте на 4-6% код старијих особа. 
Други фактори који предвиђају лошије хируршке исходе укључују:
- интраоперативне компликације,
- непотпуну операцију,
- болест плућа изван лечењем фиброторакса
- специфични узроци фиброторакса као што је азбестоза.[12]